# 大雷童太郎
大雷童 太郎（だいらいどう たろう、1980年4月17日 - ）は、福岡県大野城市出身で高田川部屋所属の現役大相撲力士。本名は山口 智史（やまぐち さとし）。身長173.2cm、体重149.3kg。得意技は、突き、押し。最高位は東十両2枚目（2006年1月場所）、血液型はA型。

## 来歴
1996年3月場所初土俵。初めて番付に載った翌5月場所では、7戦全勝で序ノ口優勝を果たした。突き押し相撲で、幕下中位までは順調に番付を上げ周囲から期待されたが、立合いが遅く、引いて押し出させる相撲が多かったため幕下上位に上がっても大負けすることが多く、定着するまで時間が掛かった。
2004年後半から幕下上位に定着し、2005年7月場所では4勝3敗と勝ち越し、4場所連続勝ち越しを決めた。西幕下4枚目ではあったが、十両下位で負け越した力士が多かったこともあり、翌9月場所に十両昇進を果たした。
同場所は序盤から好調で9勝6敗と勝ち越し。更に翌11月場所は西十両7枚目で終盤まで優勝争いを演じたが、勝てば優勝決定戦進出の千秋楽に3敗で優勝争いトップの闘牙に敗れ10勝5敗で惜しくも優勝を逃してしまった。
2006年1月場所番付では自己最高位の東十両2枚目に躍進し、新入幕も期待されたが7勝8敗で十両では初の負け越し。さらにこの場所以降4場所連続の負け越しで9月場所では幕下に陥落してしまった。
その後は、なかなか十両に上がれず幕下での相撲が続いている。幕下上位で何度か再十両のチャンスがあったが、勝ち越せていない。30歳を目前にした時期には肉体の衰えから関取復帰を諦め、2年ほど意気消沈していた時期もあったが、大相撲八百長問題で2011年3月場所が中止になったことを機に鍛え直しを決意。2013年11月場所は東幕下11枚目の地位にあり、全勝して44場所ぶりの関取復帰という最長ブランク記録が達成されることを報道や師匠からも期待されていたがこの場所は4勝3敗にとどまった。2014年には5月場所と11月場所においてそれぞれ幕下1桁台まで地位を戻していたが、いずれも1勝6敗と大敗している。
2016年5月場所は西幕下28枚目の地位で初土俵以来初となる休場、初土俵からの連続出場が881回でストップ。同場所を全休したため7月場所では1999年11月場所以来99場所ぶりの三段目陥落となった。その後も2場所連続で全休し、11月場所では序二段に降格。

## エピソード
- 1996年5月場所で序ノ口優勝をしたが、中学を卒業した直後（16歳の誕生日を迎える年度）に初土俵を踏み、翌場所序ノ口で優勝を果たした力士は、その後2021年7月場所の春雷まで25年間出なかった。
- 2000年7月場所で朝青龍と対戦して敗れている。2023年5月場所で栃ノ心が引退したのに伴い、朝青龍と対戦した最後の現役力士となった。
- 祖父は画家の福富雷童(1896〜1986)。大雷童の幼稚園時代に死去しているが、大雷童は再十両を果たした際に福富の絵を化粧廻しのデザインに使用するつもりであるという[1]。四股名も祖父の名前から取っている。
- 2006年1月場所の片山戦で幕内の土俵に上がった。
- 往年は「でしでし!」という独特の掛け声からの突きが特徴であった。

## 主な成績
2025年7月場所終了現在

### 通算成績
- 通算成績：639勝602敗25休（175場所）

### 各段優勝
- 序ノ口優勝：1回（1996年5月場所）

### 場所別成績
| | 一月場所 初場所（東京） | 三月場所 春場所（大阪） | 五月場所 夏場所（東京） | 七月場所 名古屋場所（愛知） | 九月場所 秋場所（東京）   | 十一月場所 九州場所（福岡） |
| --- | ----------------------- | ----------------------- | ----------------------- | --------------------------- | ------------------------- | --------------------------- |
| 1996年 （平成8年） | x                       | （前相撲）              | 西序ノ口37枚目 優勝 7–0 | 東序二段40枚目 1–6          | 東序二段86枚目 3–4        | 西序二段104枚目 4–3         |
| 1997年 （平成9年） | 東序二段77枚目 3–4      | 東序二段98枚目 5–2      | 東序二段55枚目 4–3      | 東序二段32枚目 5–2          | 西三段目92枚目 3–4        | 西序二段12枚目 4–3          |
| 1998年 （平成10年） | 東三段目93枚目 4–3      | 西三段目72枚目 4–3      | 西三段目57枚目 2–5      | 西三段目83枚目 6–1          | 西三段目30枚目 2–5        | 西三段目55枚目 2–5          |
| 1999年 （平成11年） | 西三段目81枚目 5–2      | 東三段目54枚目 4–3      | 西三段目41枚目 5–2      | 東三段目14枚目 3–4          | 西三段目26枚目 4–3        | 東三段目12枚目 6–1          |
| 2000年 （平成12年） | 西幕下40枚目 5–2        | 西幕下25枚目 3–4        | 西幕下35枚目 2–5        | 西幕下57枚目 6–1            | 東幕下29枚目 4–3          | 西幕下20枚目 4–3            |
| 2001年 （平成13年） | 西幕下14枚目 4–3        | 東幕下8枚目 4–3         | 東幕下5枚目 3–4         | 西幕下10枚目 4–3            | 西幕下7枚目 3–4           | 西幕下13枚目 4–3            |
| 2002年 （平成14年） | 西幕下10枚目 2–5        | 西幕下25枚目 4–3        | 西幕下19枚目 3–4        | 東幕下25枚目 5–2            | 東幕下13枚目 2–5          | 西幕下25枚目 4–3            |
| 2003年 （平成15年） | 西幕下20枚目 2–5        | 西幕下39枚目 5–2        | 西幕下25枚目 1–6        | 東幕下50枚目 5–2            | 西幕下30枚目 4–3          | 西幕下24枚目 4–3            |
| 2004年 （平成16年） | 西幕下17枚目 3–4        | 東幕下25枚目 2–5        | 東幕下44枚目 6–1        | 東幕下19枚目 4–3            | 東幕下15枚目 4–3          | 西幕下10枚目 2–5            |
| 2005年 （平成17年） | 西幕下22枚目 4–3        | 東幕下17枚目 6–1        | 東幕下8枚目 4–3         | 東幕下4枚目 4–3             | 東十両14枚目 9–6          | 西十両7枚目 10–5            |
| 2006年 （平成18年） | 東十両2枚目 7–8         | 東十両3枚目 6–9         | 西十両6枚目 6–9         | 東十両10枚目 4–11           | 東幕下4枚目 3–4           | 西幕下7枚目 5–2             |
| 2007年 （平成19年） | 西幕下2枚目 3–4         | 西幕下5枚目 3–4         | 西幕下9枚目 4–3         | 東幕下6枚目 2–5             | 東幕下18枚目 5–2          | 西幕下10枚目 2–5            |
| 2008年 （平成20年） | 西幕下22枚目 5–2        | 西幕下13枚目 4–3        | 西幕下9枚目 3–4         | 西幕下15枚目 4–3            | 東幕下11枚目 5–2          | 東幕下3枚目 4–3             |
| 2009年 （平成21年） | 西幕下筆頭 2–5          | 西幕下8枚目 1–6         | 西幕下25枚目 3–4        | 東幕下33枚目 5–2            | 西幕下22枚目 5–2          | 東幕下12枚目 4–3            |
| 2010年 （平成22年） | 東幕下11枚目 2–5        | 東幕下21枚目 5–2        | 西幕下12枚目 1–6        | 東幕下35枚目 4–3            | 東幕下27枚目 4–3          | 西幕下22枚目 3–4            |
| 2011年 （平成23年） | 東幕下27枚目 3–4        | 八百長問題 により中止   | 東幕下36枚目 4–3        | 東幕下20枚目 5–2            | 西幕下9枚目 3–4           | 西幕下11枚目 5–2            |
| 2012年 （平成24年） | 東幕下6枚目 3–4         | 東幕下10枚目 3–4        | 西幕下14枚目 3–4        | 西幕下18枚目 6–1            | 東幕下8枚目 3–4           | 東幕下14枚目 3–4            |
| 2013年 （平成25年） | 西幕下19枚目 3–4        | 東幕下26枚目 4–3        | 東幕下20枚目 2–5        | 東幕下37枚目 6–1            | 東幕下16枚目 4–3          | 東幕下11枚目 4–3            |
| 2014年 （平成26年） | 東幕下8枚目 3–4         | 西幕下12枚目 4–3        | 東幕下9枚目 1–6         | 西幕下35枚目 5–2            | 東幕下22枚目 6–1          | 西幕下8枚目 1–6             |
| 2015年 （平成27年） | 東幕下28枚目 2–5        | 西幕下47枚目 6–1        | 西幕下20枚目 3–4        | 東幕下28枚目 4–3            | 東幕下22枚目 3–4          | 東幕下31枚目 4–3            |
| 2016年 （平成28年） | 西幕下25枚目 4–3        | 東幕下21枚目 3–4        | 西幕下28枚目 休場 0–0–7 | 西三段目8枚目 休場 0–0–7    | 西三段目68枚目 休場 0–0–7 | 西序二段29枚目 6–1          |
| 2017年 （平成29年） | 東三段目65枚目 6–1      | 西三段目10枚目 4–3      | 西幕下59枚目 3–4        | 西三段目13枚目 4–3          | 東三段目3枚目 1–2–4       | 東三段目35枚目 3–4          |
| 2018年 （平成30年） | 東三段目53枚目 4–3      | 西三段目35枚目 4–3      | 西三段目21枚目 3–4      | 東三段目32枚目 4–3          | 西三段目17枚目 6–1        | 東幕下38枚目 2–5            |
| 2019年 （平成31年 /令和元年） | 東幕下59枚目 3–4        | 西三段目7枚目 1–6       | 東三段目38枚目 3–4      | 東三段目53枚目 5–2          | 西三段目28枚目 2–5        | 西三段目54枚目 3–4          |
| 2020年 （令和2年） | 西三段目73枚目 2–5      | 東三段目96枚目 4–3      | 感染症拡大 により中止   | 西三段目76枚目 5–2          | 東三段目43枚目 3–4        | 西三段目60枚目 4–3          |
| 2021年 （令和3年） | 東三段目41枚目 4–3      | 西三段目24枚目 2–5      | 西三段目49枚目 4–3      | 東三段目32枚目 4–3          | 東三段目17枚目 3–4        | 東三段目35枚目 5–2          |
| 2022年 （令和4年） | 東三段目12枚目 3–4      | 西三段目27枚目 3–4      | 東三段目47枚目 5–2      | 西三段目16枚目 3–4          | 西三段目33枚目 4–3        | 西三段目17枚目 1–6          |
| 2023年 （令和5年） | 東三段目52枚目 5–2      | 東三段目23枚目 2–5      | 東三段目55枚目 3–4      | 東三段目71枚目 5–2          | 西三段目42枚目 3–4        | 東三段目52枚目 4–3          |
| 2024年 （令和6年） | 東三段目37枚目 4–3      | 東三段目24枚目 2–5      | 西三段目42枚目 4–3      | 東三段目27枚目 3–4          | 東三段目43枚目 3–4        | 東三段目55枚目 3–4          |
| 2025年 （令和7年） | 西三段目71枚目 4–3      | 東三段目52枚目 2–5      | 西三段目79枚目 4–3      | 西三段目59枚目 4–3          | x                         | x                           |
| 各欄の数字は、「勝ち-負け-休場」を示す。 優勝 引退 休場 十両 幕下 三賞：敢=敢闘賞、殊=殊勲賞、技=技能賞 その他：★=金星 番付階級：幕内 - 十両 - 幕下 - 三段目 - 序二段 - 序ノ口 幕内序列：横綱 - 大関 - 関脇 - 小結 - 前頭（「#数字」は各位内の序列） |                         |                         |                         |                             |                           |                             |

## 改名歴
- 雷童 智史（らいどう さとし）1996年3月場所 - 2003年5月場所
- 大雷童 智史（だいらいどう -）2003年7月場所 - 2004年3月場所
- 大雷童 太郎（- たろう）2004年5月場所 - 2010年3月場所
- 雷童 智史（らいどう さとし）2010年5月場所
- 大雷童 太郎（だいらいどう たろう）2010年7月場所 -